# Eldfell
Eldfell (v překladu Hořící hora) je sopka na ostrově Heimaey na souostroví Vestmannaeyjar na jihozápadě Islandu. Naposledy vybuchla 23. ledna 1973.